# Трајби (Оклахома)
Трајби (енгл. Tribbey) град је у америчкој савезној држави Оклахома.

## Демографија
По попису из 2010. године број становника је 391, што је 118 (43,2%) становника више него 2000. године.
| Група             | 2000.       | 2010.       |
| Белци             | 243 (89,0%) | 326 (83,4%) |
| Афроамериканци    | 0 (0,0%)    | 0 (0,0%)    |
| Азијати           | 0 (0,0%)    | 0 (0,0%)    |
| Хиспаноамериканци | 6 (2,2%)    | 12 (3,1%)   |
| Укупно            | 273         | 391         |